# Dalí Atomicus
| Philippe Halsman: Dalí Atomicus           | Philippe Halsman: Dalí Atomicus           |
| Kattints az alábbi külső linkek egyikére! | Kattints az alábbi külső linkek egyikére! |
| ----------------------------------------- | ----------------------------------------- |
| Nem található szabad kép.(?)              |                                           |
| külső link · jogvédett                    | Christie’s                                |

A Dalí Atomicus (1948) Philippe Halsman lett származású amerikai fotográfus híres felvétele, melyet a levegőbe ugró Salvador Dalíról készített.

## A fénykép

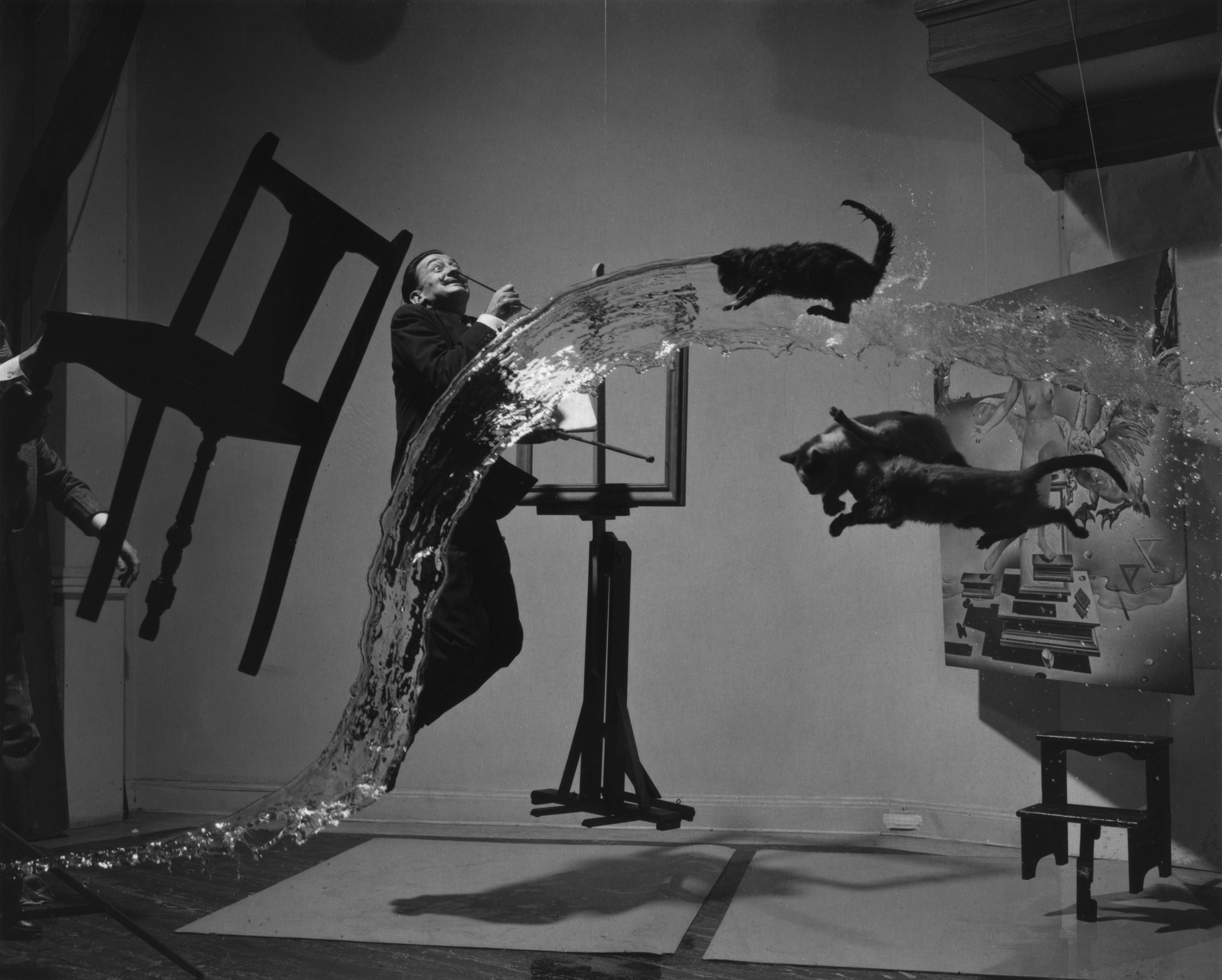
A LIFE-ban megjelent eredeti retusálatlan változat

Mintha egy szürrealista festményt látnánk. A fényképen Dalí palettával és ecsettel a kezében szökken a magasba, mellette két festménye lebeg. Mindezt a levegőben repülő fekete macskák, egy szék és a képet átszelő vízfolyam teszik teljessé. A látvány olyannyira valószerűtlen, hogy szinte elképzelhetetlen, hogy trükkök nélkül készült volna. Halsman saját koncepcióját mégsem trükkökkel, hanem kitartással és kreatív eszközökkel keltette életre.
Halsman és Dalí 1941-ben ismerkedett össze. Barátságuk termékeny hatással volt mindkettőjükre. Majd három évtizedes együttműködésük során több közös művészeti projektben vettek részt. Halsman képein a szürrealizmus jegyeinek megjelenése egyértelműen Dalí hatása, aki Halsman fotóinak segítségével valósíthatta meg álmait és elképzeléseit. Halsman több felvételének főszereplője, maga a festő: Dalí Atomicus (1948), In Voluptas Mors (1951), Dali's Mustache (1954).
A bravúros fotó, melyet Dalí készülőfélben lévő festménye, a Leda Atomica (1949) ihletett,  Halsman New York-i stúdiójában készült. A stúdióban középre került a festőállvány, mellette a Leda Atomica kapott helyt egy másik állványon. A fotózásnál több asszisztens segédkezett Halsmannak, aki egy egy 4x5 formátumú kétlencsés géppel dolgozott. A felvétel tervezést és gondos időzítést igényelt, hogy minden a megfelelő időben történjék: Halsman számolt vissza, mielőtt lenyomta a kioldót. Az exponálás pillanatában Dalí elrugaszkodott a padlóról, miközben Halsmann felesége, Yvonne a széket tartotta, míg asszisztensei a levegőbe dobták a három macskát és egy vödörből vizet locsoltak a kamera elé. „Hat órával és 28 ugrással később, az eredmény megfelelt a perfekcionizmusomnak.” – írta Halsman. – „Az asszisztenseim és én vizesek és koszosak voltunk és kimerültek – csak a macskáknak nem volt semmi bajuk.”
A víz helyett eredetileg Halsman tejet szeretett volna használni, de a háború utáni szűkös évekre tekintettel ezt elvetették. Egy másik meg nem valósult elképzelés szerint egy macskát is felrobbantottak volna.
Az eredeti, retusálatlan felvételen (melyet a LIFE magazin tett közzé) jól látszanak a kulisszatitkok: a festőállványt és a festmény tartó zsinórok, valamint a széket tartó kéz. A kép bal oldalán még egy személy, feltehetően az egyik fotóasszisztens karja lóg a képbe. A középen lebegő állvány pedig még üres, a festmény csak később került rá a végleges változatra.
A Dalí Atomicus Halsmann későbbi nagy projektjének – az 1959-ben megjelent Jump Book című fotósorozatának – előzménye volt: ebben Halsman hírességeket örökített meg a földtől való elrugaszkodás pillanatában.